# Leuchtturm Cabo da Roca

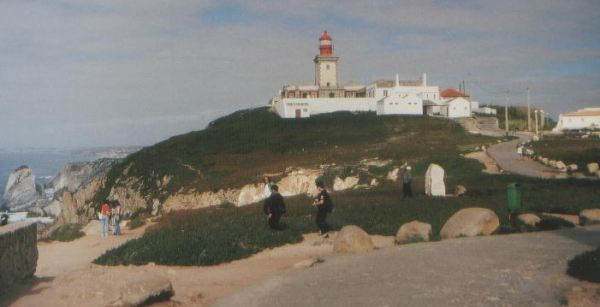
Leuchtturm mit umliegenden Gebäuden am Cabo da Roca (2003)

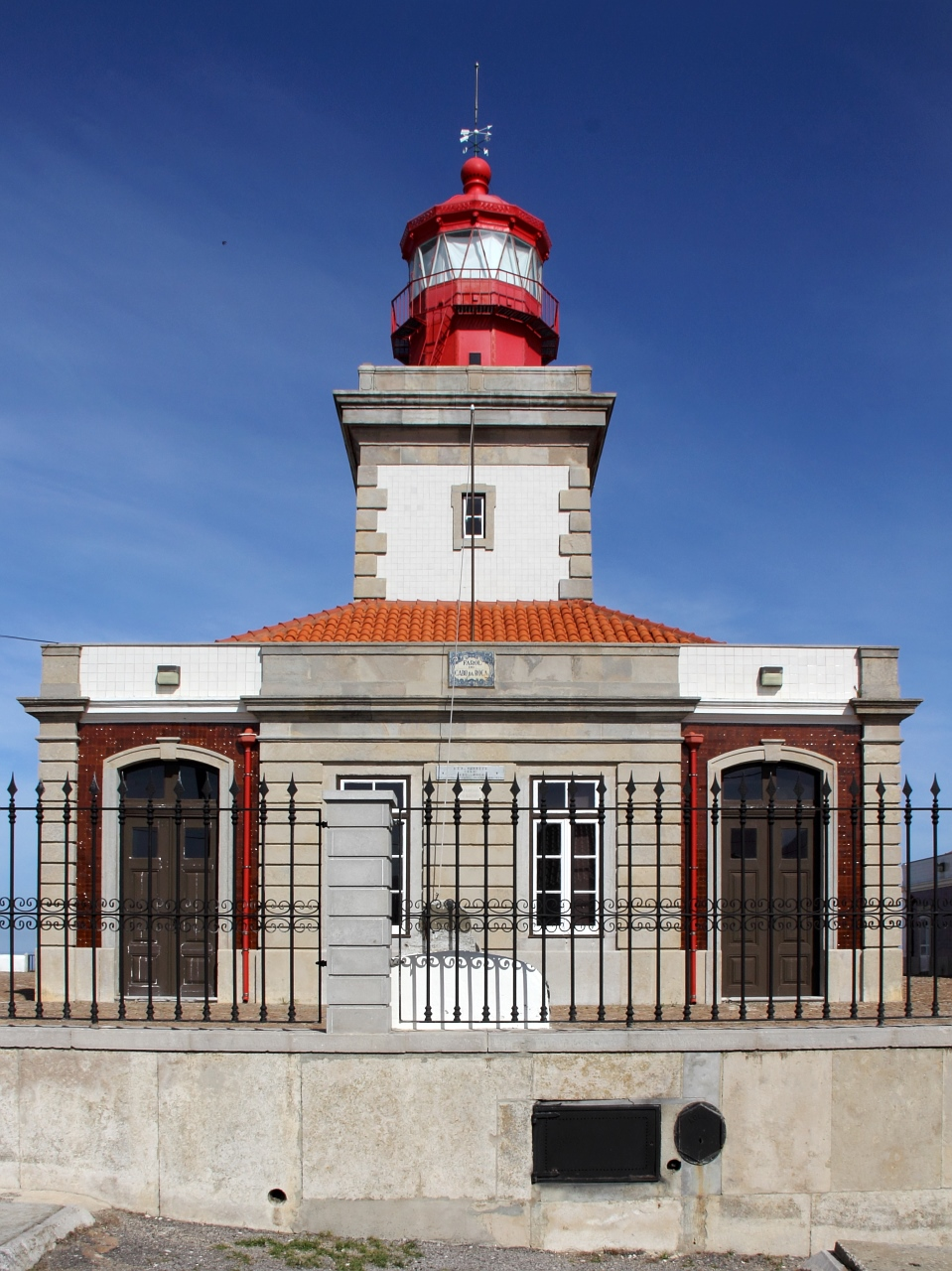
Leuchtturm auf dem Cabo da Roca

Der Leuchtturm Cabo da Roca befindet sich am Cabo da Roca, dem westlichsten Punkt des Festlands des europäischen Kontinents. Er liegt an der Atlantikküste Portugals westlich von Lissabon auf einer Höhe von 140 Metern über dem Meeresspiegel. Cabo da Roca gehört zur Gemeinde (freguesia) Colares im Kreis (concelho bzw. município) Sintra.
Der Leuchtturm am Cabo da Roca ist der westlichste Leuchtturm des europäischen Festlands. Er wurde 1772 in Betrieb genommen und ist damit der zweitälteste Leuchtturm Portugals. In den Folgejahren wurde die Leuchtturmtechnik mehrfach modernisiert. So wurde er 1897 mit vor Ort produziertem Strom elektrifiziert. 1982 erfolgte der Anschluss ans Stromnetz und 1990 schließlich die Automatisierung. Seit 1947 verfügt der Turm über eine Optik 3. Ordnung, mit 500 mm Brennweite. Der Turm hat eine Höhe von 22 m, das Feuer befindet sich jedoch, wegen der Lage des Turms auf dem Kap, auf einer Höhe von 165 m über dem Meeresspiegel. Die Reichweite des Feuers beträgt dadurch 26 sm (48 km).